# Philippe Cognée
Philippe Cognée, né le 22 mars 1957 à Sautron (Loire-Atlantique), est un peintre, graveur et dessinateur français.

## Biographie
Après avoir passé son enfance au Bénin, Philippe Cognée rentre en France en 1974 en 1975 et intègre l'école des beaux-arts de Nantes. Il y obtient son diplôme d'arts plastiques en 1982. Il vit et travaille à Vertou, près de Nantes.
Il expose en France comme à l'étranger depuis 1982.
Depuis 2002, il est représenté par la galerie Daniel Templon, présente à Paris, Bruxelles et New-York.

### Décoration
- 2013 :  Chevalier de la Légion d'honneur[réf. souhaitée]

## Œuvre
Philippe Cognée est l'un des artistes de sa génération reconnu pour avoir donné une impulsion nouvelle à la peinture, média alors très décrié dans le milieu institutionnel français durant les années 1990 ; c'est, notamment, l'exposition organisée par Hector Obalk et Didier Semin, Ce sont les pommes qui ont changé, en 2000, à l'École nationale supérieure des beaux-arts de Paris, qui remet à l'honneur cet art et signe le renouveau d'une certaine figuration.

### Technique
La technique de Philippe Cognée lui est particulière : il photographie ses sujets, ou bien les filme en vidéo, puis en capture quelques images diffusées sur l'écran d'un moniteur. Ces images, telles quelles ou déconstruites, ré-assemblées, sont ensuite projetées sur le support (toile ou bois). Il utilise alors une peinture à l'encaustique faite de cire d'abeille et de pigments de couleur afin de reproduire les images choisies. Il dispose cette peinture au pinceau sur la toile, puis recouvre ensuite celle-ci d'un film plastique sur lequel un fer à repasser chauffe la cire pour la liquéfier, étalant et déformant les formes, ce qui a pour effet de créer un enfouissement trouble du sujet dans la matière. Le film plastique, lorsqu'il est décollé, produit à certains endroits des manques dus à l'arrachage de la couche picturale. L'image semble alors piégée sous une surface glacée.
Cognée évoque cet effet de « floutage et amélioration » de l’image comme une manière d’effacer le geste pictural du peintre, sa signature. Cependant l'artiste est conscient que cette technique, devenue récurrente dans son œuvre, est devenue à son tour sa signature.

### Sujets
Philippe Cognée s'inspire de vues familières et banales puisées dans son environnement géographique ou personnel (architectures, containers, objets, foules…). Sa technique lui permet de transcender cette banalité quotidienne, qui devient mystérieuse en faisant disparaitre le sujet dans le flou. Il offre ainsi la vision d'un monde à reconstruire. C'est pourquoi l'un de ses sujets préférés est l'architecture. Son exposition Triades était composée de toiles représentant Hong Kong, Le Caire, Rome, Paris ou New York, qui accrochaient le regard tant par leur format imposant que par les structures représentées : des monuments et des paysages urbains disloqués, déstructurés et transformés, épousant les formes du regard personnel de l'artiste.
Ce thème lui permet de s'interroger sur la relation entre psychisme et architecture : des monuments tels que le centre Georges Pompidou, la basilique Saint-Pierre de Rome ou le musée Guggenheim de Bilbao nous apparaissent non dans leur structure réelle et objective mais tels qu'ils pourraient exister dans notre mémoire. Ce que Cognée projette sur la toile, c'est sa vision personnelle de ces paysages urbains, la réalité altérée par le souvenir, des images de monuments filtrés par le prisme de la subjectivité de l'artiste. C'est ainsi que ces lieux connus de tous apparaissent tour à tour fondants sous la chaleur ou vus à travers une fenêtre embuée, restituant des impressions plutôt que des visions.
La société de consommation est devenue un thème récurrent dans l’œuvre de Philippe Cognée, parce qu’il travaille depuis 2000 sur les supermarchés devenus emblématiques d’une consommation débridée et de masse, les dépeignant tels des « portraits de société » et en même temps comme des lieux « soigneusement architecturés ». L’artiste peint également cette société de consommation au travers des abattoirs, où il aime se promener, trouvant ces lieux en phase avec notre époque actuelle, « où il y a trois, quatre mille bêtes […] pendues coupées en deux » trouvant cela « terriblement contemporain ».
Depuis 2006, Philippe Cognée exploite un nouveau gisement d'images : les clichés par satellite diffusés sur Internet ainsi que les clichés Google Street View à 360° qui lui permettent d'explorer le monde entier depuis son atelier, de travailler sur les bâtiments et d’observer les différents régionalismes et particularismes architecturaux, proposant ce que l’artiste appelle des « portraits de maisons » : « Les images de villes que montre Google Earth sont inimaginables puisque ce sont des vues prises par satellite : on peut jouer à en saisir des plans très rapprochés vraiment impressionnants qui frisent l'abstraction », dit-il.

### Sélection d'œuvres
Œuvres provenant de la galerie Alice Pauli (Lausanne, Suisse) :
- Foule à Casablanca[6], encaustique sur toile, marouflée sur bois, 2005, 150 × 200 cm
- État des lieux[7], 2004, encaustique sur toile, marouflée sur bois, 153 × 200 cm
- Zone[8], encaustique sur toile, marouflée sur bois, 2004, 130 × 162 cm
- Trophées[9], encaustique sur toile, marouflée sur bois, 2004, 122 × 153 cm
- Bibliothèque orange[10], encaustique sur toile, marouflée sur bois, 2002, 89 × 116 cm
- Le Caire 2[11], charbon et acryl, 2002, urbanographie, 80 × 120 cm
- Hong Kong I[12], 2002, encaustique sur toile, marouflée sur bois, 170 × 250 cm
- Supermarché rayon liquides[13], 2000, encaustique sur toile, marouflée sur bois
- Supermarché rayon vaisselle[14], 2000, encaustique sur toile marouflée sur bois, 153 × 125 cm

En 2008, dans le cadre d'une commande publique, il réalise pour la Chalcographie du Louvre une gravure à la pointe sèche intitulée Carcasses.
En 2016, il réalise l'estampe du portfolio créé par Cristel Éditeur d'Art pour le 12e prix Jacques-Goddet (Trophée Carrefour), prix qui récompense chaque année le meilleur article de la presse francophone publié durant le Tour de France.
En 2017, il réalise l'estampe du portfolio créé par Cristel Éditeur d'Art pour le 5e prix Denis-Lalanne (Trophée Roland-Garros), prix qui récompense chaque année le meilleur article de la presse francophone publié durant le tournoi de Roland-Garros.
En 2020, dans le cadre d'une commande publique pour le nouveau bâtiment des Archives départementales de l'Isère, il réalise une œuvre monumentale de 4 m x 8 m intitulée La Tour des mémoires, évoquant à la fois la Tour de Babel et un sablier, symbole du temps.

## Expositions
Philippe Cognée est représenté par la galerie Daniel Templon à Paris et Bruxelles depuis 2002.

### Expositions personnelles
Source
- 2025 :
  - « Paysages fragmentés », Galerie Daniel Templon, Paris
  - « L’œuvre du temps », Musée Paul-Valéry, Sète
- 2024 :
  - « Hautes tensions », l’Abbaye Espace d’art contemporain, Annecy
  - « Traverser les paysages », Salagon, Musée et jardins, Man
- 2023 :
  - « La peinture d’après », Musée Bourdelle, Paris
  - « Philippe Cognée », Musée de l'Orangerie, Paris
  - « Le Réel sublimé », Musée des Beaux- Arts du Mans
- 2022 :
  - « De la nature », musée de Grenoble
  - « La figure incarnée », Chapelle de la Visitation de Thonon-les-Bains, Espace d’art contemporain, Thonon-les-Bains
  - « Paysages insomniaques », Galerie Daniel Templon, Paris
- 2021 :
  - « L’œil du cyclone », Galerie Daniel Templon, Bruxelles
- 2020 :
  - « Carne dei fiori », Galerie Daniel Templon, Paris
  - « Paysages révélés », Domaine de Chaumont-sur-Loire, Chaumont-sur-Loire
  - Sélection d'oeuvres Philippe Cognée, Chapelle de la Visitation de Thonon-les-Bains, Thonon-les-Bains
- 2019 :
  - « Broussailles », Galerie Tampon à Art Genève 2019, Suisse
- 2018 :
  - « Philippe Cognée », Baker McKenzie, Paris
  - « New paintings », Nosbaum Reding Gallery, Luxembourg
  - « Philippe Cognée », Johyun Gallery, Busan, Corée
  - « Philippe Cognée », Oeuvres sur papier, Galerie Oniris, Rennes
  - « C. Bâle », Espace Villeglé, Saint Gratien
- 2017 :
  - « La matière remuée », Espace Paul Rebeyrolle, Eymoutiers
  - « Nocturnes », Galerie Daniel Templon, Bruxelles
  - « Crowds », Galerie Daniel Templon, Paris
- 2016 :
  - « Figures envisagées », Le Radar, Bayeux
- 2015 :
  - « Territoires », Galerie Daniel Templon, Bruxelles
  - « Dessins », Archives Yves Klein, Paris
- 2014 :
  - « Peintures », château de Chambord
  - « Sous les feux de la lune », Galerie Alice Pauli, Lausanne
- 2012-2013 :
  - « Philippe Cognée », musée de Grenoble, musée des beaux-arts de Dole
  - « Philippe Cognée », Galerie Daniel Templon, Paris
  - « Philippe Cognée, Sea of Sand », Gallery Litvak, Tel Aviv
- 2011 :
  - « Écho », château de Versailles
  - « Sur la route de Pondichéry », Galerie Alice Pauli, Lausanne
- 2009 :
  - « Par delà les villes... », Galerie de l'Ancien Collège, Châtellerault
  - « Radiographies urbaines », collégiale Notre-Dame de Ribérac, Ribérac
  - « Passages », Galerie Daniel Templon, Paris
- 2008 :
  - Johyun Gallery, Séoul
  - « Peintures récentes », Galerie Alice Pauli, Lausanne
  - « Carcasses », Galerie Daniel Templon, Paris
  - « Philippe Cognée, un choix d'œuvres », Saint-Restitut, Cahors
  - « Philippe Cognée », Galerie Sollertis, Toulouse
- 2007 :
  - « Troubles », Johyun Gallery, Séoul
  - « Foules, Crânes, Paysages », Teo Gallery, Tokyo
  - « Philippe Cognée », FRAC Haute-Normandie, Sotteville-lès-Rouen et abbaye de Jumièges
- 2006 :
  - « Philippe Cognée », Institut français de Berlin
  - « Blossom », galerie Daniel Templon, Paris
  - « Carcasses », MAMCO, Genève
  - « Urbanographies », Fondation pour l'art contemporain Claudine et Jean-Marc Salomon, château d'Arenthon, Alex (Haute-Savoie)
  - « Comme un mur », dessins contemporains, Galerie Christine Phal, Paris
- 2005 :
  - « Transit », Angers, (musée des beaux-arts) et Aigues-Mortes, (chapelle des Capucins)
- 2004 :
  - « Philippe Cognée », Espace d’art contemporain du Domaine Orenga de Gaffory, Patrimonio
  - « Le dedans même du cœur », Galerie Alice Pauli, Lausanne
- 2003 :
  - « Philippe Cognée, Morocco », Geukens &De Vil, Knokke-Zoute
  - « Triades », galerie Daniel Templon, Paris
  - « Philippe Cognée », Galerie Haaken, Oslo
- 2002 :
  - « Philippe Cognée », FRAC Auvergne, Clermont-Ferrand
  -  « Visiotime1 », Philippe Cognée, Philippe Hurteau, galerie Jean Boucher, Cesson-Sévigné
  - « Visions d'ailleurs, Philippe Cognée », galerie Alice Pauli, Lausanne
- 2001 :
  - « Philippe Cognée », musée de l'abbaye Sainte-Croix, Les Sables-d'Olonne
  - « Rêveries américaines », stand de la galerie Alice Pauli, FIAC, Paris
  - « L'intime et l'anonyme », Winston Wätcher Fine Arts, Seattle
  - « Villes », Galerie Laage-Salomon, Paris
- 2000 :
  - « Peintures récentes, tables », Galerie Alice Pauli, Lausanne
  - « Passage », espace d'art contemporain, L'Arteppes, Annecy
- 1999 :
  - « Peintures récentes », Galerie Winston Wätcher, New York
  - « Foules », Galerie Arlogos, Paris
  - « Prolifération », Galerie Laage-Salomon, Paris
- 1998 :
  - « Prolifération », chapelle du Genêteil, Château-Gontier
  - « Dépositions », Galerie du Théâtre, scène nationale de Cherbourg
  - ORCCA, Château de Brugny, Épernay
- 1997 :
  - Galerie Alice Pauli, Lausanne
  - « Containers »FRAC Auvergne, Clermont-Ferrand
  - Galerie Laage-Salomon, Paris
- 1996 :
  - « Albufeira », musée des Beaux-Arts, Nantes
- 1995 :
  - « Peintures de 1989 à 1995 », musée de Picardie, Amiens
  - Galerie Laage-Salomon, Paris
- 1994 :
  - Galerie Arlogos, Nantes
- 1993 :
  - Galerie Laage-Salomon, Paris
- 1991 :
  - Galerie Alice Pauli, Lausanne
  - Galerie Marthe Carreton, Nîmes
  - Galerie Laage-Salomon, Paris
- 1990 :
  - Centre d'art contemporain, Castres
  - Centre d'art contemporain, Saint-Priest-en-Jarez
- 1989 :
  - Galerie Arlogos, Nantes
- 1988 :
  - Galerie Riverin-Arlogos, Montréal
  - Musée des Beaux-Arts, Nantes
  - Galerie Laage-Salomon, Paris
- 1987 :
  - Galerie Heike Curtze, Düsseldorf
  - Richard Gray Gallery, Chicago
- 1986 :
  - Galerie Christian Laune, Montpellier
- 1985 :
  - Galerie Arlogos, Nantes
- 1984 :
  - Galerie Gillespie-Laage-Salomon, Paris
  - Galerie Christian Laune, Montpellier
  - Association Peyverges, Bordeaux

### Expositions collectives (récentes)
Source
- 2024 :
  - « Le jour des peintres », 80 peintres au musée d’Orsay, Musée d'Orsay
- 2022 :
  - « Exodes », Saint Raphaël
  - « Lourd- léger, Les états du corps », l’Atelier Blanc, le Moulin des arts de Saint-Rémy, Villefranche-de-Rouergue, Saint-Rémy
- 2021 :
  - « Quand la matière devient art », Maison Guerlin, Paris
  - « Sans tambours ni trompettes - A la frontière du rêve », West Bund Art & Design, Shanghai, Chine
  - « Moi  je », Biennale de l’UNAM, Château-musée de Grimaldi, Cagnes-sur-Mer
  - « A cent mètres du centre du monde », Centre d’art de Perpignan,
  - « Blooming », Domaine de Pommery, Reims
- 2018 :
  - « Persona Grata », Musée national de l'histoire de l'immigration et du MAC VAL, Paris, Vitry-sur-Seine
- 2017 :
  - « Daniel Templon, Portrait of a gallery », Institut Bernard Magrez, Bordeaux
- 2016 :
  - « Résonance. De l'original au multiple », Centre Cristel Éditeur d'Art, Saint-Malo, du 30 janvier au 19 mars 2016[16]
- 2014 :
  - « Le Festin de l'Art », Commissariat Jean-Jacques Aillagon, Dinard
  - Biennale de Daegu, Commissariat Olivier Kaeppelin, Daegu, Corée
- 2013 :
  - « Vues d'en haut », Centre Pompidou Metz, Metz
- 2011 :
  - « Le réel est inadmissible », le Hangar à Bananes, Nantes et musée de Monaco
  - « French Window », le prix Marcel-Duchamp, musée d'art Mori, Tokyo
  - « Courbet Contemporain », Musée des beaux-arts de Dole
  - « Battle, Power and Faith », the Museum of Anatolian Civilisations et Ozil Collection, Ankara, Turquie
  - « French May 2011 », consulat général de France à Hong Kong et Macao, Macao, Chine
- 2010 :
  - « De leur temps », le prix Marcel-Duchamp, 10 ans de création en France, musée d'art moderne et contemporain, Strasbourg
  - « C'est la vie ! Vanités de Caravage à Damien Hirst », musée Maillol, Paris
- 2008 :
  - « Philippe Cognée/ James Rielly », galerie Sollertis, Toulouse
- 2007 :
  - Biennale d'art contemporain de Sélestat
  - « De leur temps (2). Art contemporain et collections privées », musée de Grenoble
  - « L'Amour de l'art », musée des beaux-arts, Agen
- 2006 :
  - « Art France Berlin », Berlin
  - « Peinture/ Painting », Martin-Gropius-Bau, Berlin
  - « Comme un mur » - dessins contemporains, galerie Christine Phal, Paris
  - « Traits pour traits », artothèque de Caen
- 2005 :
  - « Nouvelle vague », centre Georges Pompidou/ Art Museum of Shanghai, Chine
  - « Peintures et sculptures », galerie Alice Pauli, Lausanne
  - « Une sélection d'artistes… », galerie Claude Bernard, Paris
  - Fondos Regionales de Arte Contemporáneo Île-de-France y Poitou-Charentes, MAMBA-Museo de Arte Moderno de la Ciudad de Buenos Aires, Argentine
- 2004 :
  - « Soleil Vert », FRAC Auvergne, Clermont-Ferrand
  - « Marie-Madelaine Contemporaine », musée d'art de Toulon, Toulon
  - « Pour les oiseaux », œuvres de la collection du Frac des Pays de la Loire, Carquefou
  - « De leur temps : collections privées françaises », musée des beaux-arts de Tourcoing
- 2003 :
  - « Voyages d'artistes Algérie 2003, » Fondation EDF Espace Electra, Paris
  - « Actif/Réactif 2 – Des artistes engagés en art, à l'ouest », Le Lieu Unique, Nantes
- 2002 :
  - « Voilà la France », CESAC, Caraglio, Italie
- 2001 :
  - « Peinture, figure, peinture », Metropolitan Muséum of Manila, Manille
  - « Petite poésie à usage furtif », FRAC Auvergne, Clermont-Ferrand

## Collections

### Collections publiques
- Assemblée nationale, Paris
- Banque centrale européenne, Francfort
- Banque des règlements internationaux, Bâle
- Ambassade d'Hanoï, dépôt du ministère des Affaires étrangères
- Musée national d'art moderne, Centre Georges-Pompidou, Paris
- Musée de Grenoble
- Musée des beaux-arts de Nantes
- Museum Ludwig, Aix-la-Chapelle, Allemagne
- Musée des beaux-arts de Dole
- Musée national des beaux-arts du Québec
- Musée Sainte-Croix des Sables-d'Olonne
- Musée de Picardie, Amiens
- Musée de l'Hospice Saint-Roch, Issoudun
- Fonds départemental d'art contemporain :
  - du Val-de-Marne
  - de Seine Saint-Denis
- Fonds national d'art contemporain :
  - Paris
  - dépôt au musée de Grenoble
- Fonds régional d'art contemporain :
  - FRAC Auvergne, Clermont-Ferrand
  - FRAC Île-de-France, Paris
  - FRAC Basse-Normandie, Caen
  - FRAC Haute-Normandie, Sotteville-lès-Rouen
  - FRAC Réunion, Saint-Denis de la Réunion
  - FRAC Pays de la Loire, Carquefou
  - FRAC Franche Comté, dépôt au musée de Dole
  - FRAC Provence-Alpes Côte d'Azur, Marseille

### Collections particulières notables
- Axa Art, Belgique
- Microsoft Art Collection, Seattle
- Nestlé Fondation pour l'Art, Lausanne
- Collection Nordstern Assurance, TransArt, Cologne
- Collection Reader's Digest, New York
- Collection SACEM, Neuilly-sur-Seine
- Collection Haaken A. Christensen, Oslo
- Fondation Cartier pour l'art contemporain, Paris
- Fondation d'art contemporain Daniel et Florence Guerlain, Les Mesnuls
- Fondation d'art contemporain Salomon, Alex
- Fundacao Berardo, Portugal
- Institut Bernard Magrez, Bordeaux

## Distinctions
- 1982 : lauréat du prix de Rome
- 1990 : lauréat de la villa Médicis à Rome
- 2004 : nommé au prix Marcel-Duchamp